# Mundys Corner
Mundys Corner è un census-designated place (CDP) degli Stati Uniti d'America, situato nello stato della Pennsylvania, nella contea di Cambria.